# 中谷良作
中谷 良作（なかや りょうさく、1932年（昭和7年）6月2日 - ）は、日本の政治家。元静岡県天竜市長（4期）。

## 経歴
静岡県磐田郡光明村（のち二俣町→天竜市、現・浜松市）出身。地元の光明中学校（現在、廃校）卒業後、光明村役場に入り、光明村合併後は二俣町役場に勤務。その後、天竜市役所勤務となり、福祉事務所長、秘書課長、総務部長、助役を経て、1992年、天竜市長に当選した。市長は浜松市に合併されるまでの2005年まで4期務めた。
市長退任後の2006年、孫の推薦入試を巡り、在籍していた県立天竜林業高等学校の校長に現金などを渡したとして贈賄の容疑で逮捕された。2008年に浜松簡裁で罰金70万円の略式命令を受けた。その後、「自白は虚偽」だったと再審を請求した。浜松簡裁は「捜査機関の追及で虚偽自白に追い込まれたとは考えられない」として2023年5月8日付で請求を棄却した。弁護側は不服として11日に東京高裁に即時抗告した。